# Galium conforme
Galium conforme är en måreväxtart som beskrevs av Franz Xaver Krendl. Galium conforme ingår i släktet måror, och familjen måreväxter. Inga underarter finns listade i Catalogue of Life.